# Société foncière
Une société foncière, plus communément appelée « foncière »  est une société commerciale dont l'objet est la constitution, la gestion et l'exploitation d'un portefeuille immobilier. Il peut s'agir de tout bien foncier ou immobilier, doté d'une affectation commerciale, industrielle, d'exploitation, d'habitation, etc.
Outre les transactions permettant l'existence de son portefeuille immobilier, la foncière opère à tous les niveaux pour valoriser, commercialiser et entretenir son patrimoine et fait ainsi intervenir de nombreux corps de métiers et notamment de l'immobilier.

## Quelques exemples (par ordre alphabétique)
- Ceetrus
- Covivio (anciennement Foncière des Régions)
- Foncière Bleu Mercure
- Habitat et Humanisme
- Terre de Liens
- Gecina
- Groupe Pichet
- Icade
- Klépierre
- Marne & Finance
- Proudreed
- Société des Grands Magasins (SGM)
- Société foncière lyonnaise
- Unibail-Rodamco
- Wereldhave